# Lumbricus badensis
La lombriz gigante badense (nombre científico: lumbricus badensis - en alemán: badischer Riesenregenwurm), es un gusano anélido de la familia de los lumbrícidos. La especie es endémica de los bosques de pinos de la Alta Selva Negra en Baden-Wurtemberg, Alemania. Esta especie se encuentra sólo en la región entre Feldberg, Belchen y el valle del Wiese por encima de los 1000 m. Puede alcanzar una longitud de 60 cm y un peso de 25 - 35 g. Vive en tubos subterráneos de hasta 2,5 m de largo. Su comida consiste en material orgánico que tira de la superficie en su tubo y por lo tanto contribuye a la formación de humus y a mezclar el suelo. La lombriz es una buena presa para el zorro o la lechuza. Sobre el Belchen se instaló un Riesenregenwurm-Erlebnispfad (traducido: sendero informativo de la lombriz gigante) muy interesante.